# Петар Козлов
Петар Кузмич Козлов (рус. Пётр Кузьми́ч Козло́в; 15. октобар 1863, Духовшчина — 26. септембар 1935, Петерхоф) био је руски географ и археолог и истраживач Монголије, Тибета и Синкјанга.
Био је ученик и следбеник једног од највећих руских географа и истраживача Николаја Пржеваљског и почасни члан Географског друштва Русије.

## Биографија
Петар Козлов родио се 15. октобра 1863. у граду Духовшини у тадашњој Смоленској губернији (данас Смоленска област) у породици трговаца стоком. Још као дечак је често са оцем путовао на сајмове у Украјину, и тада се у њему вероватно и родила страст за путовањима која су постала саставним делом целог његовог живота. Школовао се у Смоленску.
Након случајног сусрета са Николајом Пржеваљским (који ће касније постати његов ментор) 1882. године одлучио се да буде делом његове четврте експедиције у централну Азију. Како је експедиција имала првенствено војнички карактер, Козлов је морао да се добровољно пријави у војску како би постао делом исте. Од 1883. до 1926. Козлов је био члан чак 6 великих истраживачких експедиција у Монголију, западну и северну Кину и источни Тибет. Лично је предводио 3 експедиције.
Током Монголско-сичуанске експедиције 1907–1909. Козлов је открио остатке древног средњовековног града Хара-Хото, престонице древног Тангутског царства. Приликом археолошких ископавања откривени су остаци библиотеке са преко 6.000 свитака на тангутском језику, јединствени споменици будистичке књижевности.
Године 1910. у Лондону се сусрео са једним од водећих руских географа и анархиста Петром Кропоткином.
Последњу експедицију 1923–1926. требало је да оконча у Ласи на Тибету, али је услед политичких превирања између две земље одустао од првобитног циља и базирао се на изучавање Монголије, где се бавио археолошким истраживањима гробница хунске аристократије са краја I века пре нове ере и почетка I века.
Ван истраживачких експедиција живео је у једном малом селу код Новгорода и у Лењинграду. Преминуо је 26. септембра 1935. од последица срчаног удара у болници у Петерхофу у 71. години живота. Сахрањен је у Лењинграду, на Смоленском лутеранском гробљу. Био је ожењен чувеном совјетском орнитолошкињом Јелисаветом Владимировном.